# هوليوود بيكشرز
هوليوود بيكشرز (بالإنجليزية: Hollywood Pictures)‏ ، هي شركة أمريكية لإنتاج الأفلام السينمائية الأمريكية، أسست بتاريخ 1 فبراير عام 1989م، وأعلنت حلها نهائياً بتاريخ 27 أبريل 2007م، وهي شركة سابقة تابعة لوالت ديزني.

## وصلات خارجية
- هوليوود بيكشرز على موقع IMDb (الإنجليزية)
- هوليوود بيكشرز في قاعدة بيانات الأفلام على الإنترنت